# Ibiza (chanson)
Pour les articles homonymes, voir Ibiza (homonymie).
Singles de Desaparecidos Vs Walter Master J
Fiesta Loca
(2009)
Ibiza est une chanson du groupe de DJs Desaparecidos avec Walter Master J sortie en novembre 2008 sous le label d'Universal Music. La chanson a été écrite par Claudio Coveri, Giordano Donati, Alex Giunta et produite par Desaparecidos. Le single atteint le top 20 en France.

## Clip vidéo
Le clip vidéo est sorti 21 octobre 2008 sur le site de partage YouTube sur le compte du label Universal Music. D'une durée de 3 minutes 51 secondes, la vidéo a été visionnée plus de 366 000 fois

## Classements
| Classement (2008) | Meilleure position |
| ----------------- | ------------------ |
| France (SNEP)     | 12                 |
| France (Club 40)  | 2                  |